# Ana Layevska
Anna Sergeyevna Layevska (en rus: Анна Сергеевна Лаевская, en ucraïnès, Ганна Сергіївна Лаєвська, Kíev, Unió Soviètica, 10 de gener de 1982) és una actriu ucraïnesa d'ascendència russa que ha desenvolupat la seva trajectòria artística a Mèxic.

## Vida personal
Filla única de Serguei Laievski i Inna Rastsvetáieva. La seva família va arribar a Mèxic quan Ana tenia nou anys d'edat, des de llavors, ha estat lligada a l'ambient artístic.
Igual que els seus pares, professa el cristianisme ortodox.
Sap tocar el violí, la guitarra i el piano, i parla tres idiomes: anglès, espanyol i rus.
En 2013 va començar una relació amb l'empresari mexicà Rodrigo Moreira i es van casar el 12 d'abril de 2014 en Morelos. El 9 de desembre de 2017 en la Ciutat de Mèxic va donar a llum a la seva primera filla, Masha. En 2020 va donar a llum al seu segon fill, Santiago.

## Trajectòria artística
Després d'un temps a Mèxic va començar a estudiar la carrera d'actuació en el Centre d'Educació Artística de Televisa, el seu primer paper va ser en la telenovel·la Alguna vez tendremos alas (1997) interpretant a una violinista russa. A l'any següent va participar en Preciosa (1998) i Amor gitano (1999).
En 2000 va tenir l'oportunitat de protagonitzar la telenovel·la Primer amor... A Mil Por Hora, amb Anahí, Kuno Becker i Valentino Lanús. També ha participat a les obres de teatre com: La prueba, Huevo de pascua, Anita la Huerfanita i Las mariposas son libres, amb Mauricio Islas y Fabián Robles, companys seus a Primer Amor a 1000 X Hora; també va realitzar la minisèrie Partes iguales, al costat de Jorge Poza.
En 2005 Ana va participar en la telenovel·la La Madrastra, nova versió de la telenovel·la xilena del mateix nom produïda per Salvador Mejía i protagonitzada per Victoria Ruffo.
Ha participat en pel·lícules com En el tiempo de las mariposas, al costat de Salma Hayek; Cansada de besar sapos, amb Ana Serradilla; Casi divas, amb Julio Bracho i The Fighter amb Rafael Amaya.
El 2006 l’actriu va participar en Bailando por un sueño. Aquest mateix any va rebre el seu primer paper com a protagonista interpretant a Ana Escudero a Las dos caras de Ana, al costat de Rafael Amaya i Jorge Aravena.
El 2008 protagonitza Querida enemiga, producció de Lucero Suárez, al costat de Gabriel Soto, Jorge Aravena i Carmen Becerra.
En 2010 Ana Layevska signatura contracto exclusiu amb Telemundo per a ser l'antagonista en la telenovel·la El fantasma de Elena, amb Elizabeth Gutiérrez, Segundo Cernadas i Fabián Ríos.
En 2011 participa en una telenovel·la de Telemundo, Mi corazón insiste. El 2012 participa en la telenovel·la de Telemundo Relaciones peligrosas, versió de la sèrie espanyola Física o Química.
En 2013 torna a treballar amb José Luis Reséndez a la telenovel·la Dama y obrero, interpretant a Ignacia.
En 2016 fa el seu retorn a Televisa antagonizando la sèrie Sin rastro de ti interpretant a Camila, al costat d’Adriana Louvier i on torna a compartir crèdits amb Danilo Carrera, després de treballar plegats a Relaciones peligrosas.
L'any 2017 va protagonitzar la novel·la de suspens i drama psicològic anomenada Maldita Tentación

## Filmografia

### Cinema
| Any  | Títol                             | Personatge                  |
| ---- | --------------------------------- | --------------------------- |
| 2001 | In The Times of Butterflies       | Lina Lovaton                |
| 2005 | Genesis 3:19                      | Lisa                        |
| 2006 | Cansada de besar sapos            | Andi                        |
| 2008 | Casi divas                        | Ximena Lizarraga            |
| 2009 | Cloudy with a Chance of Meatballs | Samantha "Sam" Sparks (veu) |
| 2009 | The Fighter                       | Helen                       |
| 2010 | Me importas tu y tu               | Fernanda Álvarez            |
| 2011 | El firulete                       | Ana                         |
| 2014 | Cantinflas                        | Miroslava Stern             |
| 2014 | Isa                               | Dédal                       |

### Televisió
| Any       | Títol                                | Personatge                                |
| --------- | ------------------------------------ | ----------------------------------------- |
| 1997      | Alguna vez tendremos alas            | Violinista russa                          |
| 2000      | Locura de amor                       | Marina Iturriaga Camargo (cameo)          |
| 2000-2001 | Primer amor... a mil por hora        | Marina Iturriaga Camargo                  |
| 2001-2002 | El juego de la vida                  | Paulina de la Mora                        |
| 2003-2004 | Clap... El lugar de tus sueños       | Valentina Quintero Aragón                 |
| 2005      | La madrastra                         | Estrella San Román Fernández              |
| 2006      | Vecinos                              | Sara                                      |
| 2006-2007 | Las dos caras de Ana                 | Ana Escudero Vivanco / Marcia Lazcano     |
| 2008      | Querida enemiga                      | Lorena de la Cruz / Lorena Armendáriz     |
| 2009      | Verano de amor                       | Valeria Michel                            |
| 2009      | Mujeres asesinas                     | Marcela Rodríguez                         |
| 2009      | Tiempo final                         | Pilar                                     |
| 2010      | El fantasma de Elena                 | Elena Calcaño / Daniela Calcaño           |
| 2011      | Mi corazón insiste                   | Déborah Noriega de Santacruz "Devoradora" |
| 2012      | Relaciones peligrosas                | Patricia "Patty" Milano                   |
| 2013      | Dama y obrero                        | Ignacia Santamaría Mendoza                |
| 2016      | Sin rastro de ti                     | Camila Borges                             |
| 2017      | Maldita Tentación                    | Estefanía Braun                           |
| 2018      | José José, el príncipe de la canción | Christian Bach                            |
| 2018      | Y mañana será otro día               | Margarita Rojas de González               |
| 2019      | Yankee                               | Laura Wolf                                |
| 2020      | The Flowers                          | Sasha                                     |
| 2021      | La negociadora                       | Mónica Sánchez                            |
| 2021-2022 | Guerra de vecinos                    | Silvia Espinoza                           |
| 2022      | Mi secreto                           | Mariana de Ugarte                         |
| 2023      | Tríada                               | María Fernanda "Marifer"                  |
| 2023      | Dra. Lucía, un don extraordinario    | Mariana Esquivel                          |
| 2023      | La hora marcada                      | Lili                                      |

### Estrella invitada
| Any  | Programa(s)                  | Paper      |
| ---- | ---------------------------- | ---------- |
| 2005 | Otro rollo con: Adal Ramones | Ella Misma |
| 2005 | Don Francisco presenta       | Ella Misma |

## Banda sonora
| Any  | telenovel·la(s)               | Cançó                                                           |
| ---- | ----------------------------- | --------------------------------------------------------------- |
| 2000 | Primer amor... a mil por hora | interpretant "Inocencia"                                        |
| 2001 | El juego de la vida           | Interpretant "Por Tu Amor" interpretant "Te Quiero Tanto Tanto" |

## Premis i nominacions
- 2015: La revista People en Español la va nomenar com un de "Los 50 más bellos".

### Premis TVyNovelas
| Any  | Categoría                                           | Telenovel·la                | Resultat   |
| ---- | --------------------------------------------------- | --------------------------- | ---------- |
| 2017 | Millor vilana                                       | Sin rastro de ti            | Nominada   |
| 2007 | Millor actriu protagonista                          | Las dos caras de Ana        | Nominada   |
| 2006 | Millor actriu juvenil                               | La madrastra                | Nominada   |
| 2001 | Millor revelació femenina                           | Primer amor... a mil x hora | Guanyadora |
| 2001 | Premis especials: Millor petó (amb Valentino Lanús) | Primer amor... a mil x hora | Ganadora   |

### Premis Tu Mundo
| Any  | Categoria           | Telenovel·la          | Resultat |
| ---- | ------------------- | --------------------- | -------- |
| 2012 | ¡Que Beso más Rico! | Relaciones peligrosas | Nominada |
| 2012 | La pareja perfecta  | Relaciones peligrosas | Nominada |
| 2012 | Millor vilana       | Mi corazón insiste    | Nominada |

### Miami Life Awards
| Any  | Categoria             | Telenovel·la          | Resultat |
| ---- | --------------------- | --------------------- | -------- |
| 2014 | Millor actriu         | Dama y obrero         | Nominada |
| 2013 | Actriu de Repartiment | Relaciones peligrosas | Nominada |
| 2012 | Actriu de Repartiment | Mi corazón insiste    | Nominada |

### Premis People en español
| Any  | Categoria                | Telenovel·la          | Resultat |
| ---- | ------------------------ | --------------------- | -------- |
| 2013 | Millor actriu            | Dama y obrero         | Nominada |
| 2012 | Millor actriu secundària | Relaciones peligrosas | Nominada |